# Tønder (gemeente)
Tønder (Nederlands: Tonderen; Duits: Tondern) is een gemeente in de Deense regio Zuid-Denemarken (Syddanmark) met 37.928 inwoners (2017).
De gemeente werd bij de gemeentelijke herindeling van 2007 uitgebreid met het grondgebied van de gemeenten Bredebro, Højer, Løgumkloster, Nørre Rangstrup en Skærbæk. Ook het waddeneiland Rømø behoort tot de gemeente. In het zuiden grenst de gemeente aan de Duitse deelstaat Sleeswijk-Holstein.

## Plaatsen
De grootste plaats van de gemeente is het gelijknamige Tønder.
Andere plaatsen:
- Bedsted
- Toftlund
- Agerskov
- Randerup
- Arrild
- Abild
- Visby
- Løgumgårde
- Løgumkloster
- Tønder
- Jejsing
- Skærbæk, waar de dam over de Waddenzee naar Rømø begint
- Døstrup
- Havneby, op Rømø
- Bredebro
- Øster Højst
- Husum-Ballum
- Højer
- Møgeltønder
- Frifelt
- Brøns
- Rejsby
- Sønder Sejerslev

Aabenraa · Ærø · Assens · Billund · Esbjerg · Faaborg-Midtfyn · Fanø · Fredericia · Haderslev · Kerteminde · Kolding · Langeland · Middelfart · Nordfyn · Nyborg · Odense · Sønderborg · Svendborg · Tønder · Varde · Vejen · Vejle